# Hội chứng SHORT
Hội chứng SHORT là một tình trạng y tế trong đó các cá nhân bị ảnh hưởng có nhiều dị tật bẩm sinh trong các hệ cơ quan khác nhau.
Nó được đặt làm biểu tượng vào năm 1975.

## Chẩn đoán
Chẩn đoán dựa trên đặc điểm khuôn mặt và xét nghiệm di truyền phân tử sẽ cho thấy đột biến gen PIK3R1 (5q13.1), mã hóa tiểu đơn vị alpha điều hòa của phosphatidylinositol 3-kinase. Đột biến này có khả năng làm thay đổi những tuyến tín hiệu là PI3K/AKT/mTOR, đóng vai trò quan trọng trong tăng trưởng và tăng sinh tế bào.

## Điều trị
Điều trị liên quan đến những chuyên ngành đa dạng.
- Sàng lọc kháng insulin khi còn nhỏ
- Bệnh không dung nạp glucose và đái tháo đường có thể được điều trị bằng cách các chế độ ăn khác nhau và thay đổi lối sống.
- Kiểm tra mắt thường xuyên được khuyến nghị để giữ tầm nhìn.
- Bất thường nha khoa có thể được điều trị bằng các phương pháp phổ biến (răng giả, thân răng, vv...)